# Färdbevis
Färdbevis eller biljett är ett gemensamt namn för dokument som ger rätt att använda ett eller flera allmänna färdmedel. Ett färdbevis berättigar som regel till en enkel eller en tur- och returresa förkortat t/r, ToR eller t.o.r. Det har blivit vanligare med e-biljetter och biljettlösa resor.

## Sverige
Färdbevis brukar delas in i olika prisklasser baserat på resenärens ålder, exempelvis ungdom eller skolungdom, vuxen och pensionär. Barn upp till en viss ålder reser ofta fritt tillsammans med en betalande. För studerande krävs på vissa håll giltig studentlegitimation för att få färdbeviset till rabatterat pris.
Den som inte kan uppvisa giltigt färdbevis vid kontroll kan bli skyldig till att betala böter.
Polis kan ibland resa gratis i tjänst. Inom Storstockholms Lokaltrafik reser poliser gratis under arbetstid vid uppvisande av polislegitimation. Exempelvis Västtrafik och Skånetrafiken kräver istället att polisen är uniformerad och har ett uppdrag i tjänsten för att få resa gratis.

## Typer av färdbevis

### Moderna färdbevis
Färdbevis som ger rätt till flera resor kan benämnas klippkort, stämpelkort, kuponger, magnetkort eller liknande. Ett magnetkort är ett förbetalt värdekort. Det vill säga ett bevis på att man har betalat till trafikföretaget. En maskin läser av kortet vid varje resa och minskar kortets värde med resans pris.
Periodkort är ett reskort som ger rätt till obegränsat antal resor inom en viss tidsperiod. Beroende på period kan det benämnas månadskort (30-dagarskort), kvartalskort, årskort, eller liknande. Månadskort som gäller för resor inom ett län benämns länskort. Ibland finns även månadskort som gäller på en viss ort eller inom ett lokalt, avgränsat område.
Många reskort kan förlängas eller återfyllas så att kortet inte behöver bytas ut så fort resorna förbrukats.

### Polletter
Tidigare förekom det att trafikföretag sålde myntformade polletter, som berättigade till en enkelresa. Polletten utgjorde inte något färdbevis i sig. Den var en ersättning för mynt som var avsedd att snabba upp betalningen. Polletten kunde användas på två sätt. I system med betalningsbössor lades den i bössan i stället för mynt. I dessa system saknades färdbevis, det vill säga bevis att man hade rätt att medfölja. Det antogs att alla som var ombord hade betalat eller skulle betala i de system där man betalade vid avstigning. I system med biljetter lämnades polletten som betalning för en biljett.

### Biljetter
Färdbevis har ofta skrivits ut på papper, ofta små, styva papper av typen biljett. Biljett har blivit en så vanlig beteckning, att även moderna, elektroniska färdbevis ofta kallas för e-biljetter trots att de rent fysiskt inte är biljetter.